# Dětský domov
Dětský domov je druh školského zařízení pro výkon ústavní výchovy. Do dětského domova mohou být umístěny děti ve věkovém rozmezí od 3 do 18 let, mohou zde zůstat do doby ukončení školní docházky, maximálně však do věku 26 let. Mohou zde být i nezletilé matky s jejich dětmi. Jedná se o děti, kterým byla ústavní výchova nařízena z důvodů sociálních nebo jim výchova nemůže být zprostředkována formou náhradní péče nebo prostřednictvím biologické rodiny. Děti umístěné v dětských domovech navštěvují školy, které nejsou součástí domova.
Hlavní funkcí dětského domova je příprava dětí na reálný, samostatný život po jejich odchodu. Konkrétně by je měli vychovatelé vést k snadnému zapojení se do pracovního, společenského a rodinného života. Děti se učí praktické věci, kompetence a dovednosti, které by jim po odchodu měly dopomoci k úspěšnému zvládnutí samostatného života.
Cílem dětského domova je vytvořit co nejpřirozenější podmínky pro všestranný rozvoj dětí od raného dětství až do dospělosti.

## Důvody umístění dětí do dětského domova
K nařízení ústavní výchovy dochází tehdy, pokud dítěti není možné zabezpečit individuální péči, která je zprostředkována náhradní rodinnou výchovou. Soud je před nařízením ústavní výchovy povinen zkoumat, zda není možné zabezpečit výchovu formou náhradní rodinné péče, která je pro dítě považovaná za lepší a dává se jí přednost před kolektivním zařízením.
Mezi nejčastější důvody umístění dětí do dětského domova patří: nezvládnutí výchovy; zanedbávání dítěte; zneužívání či týrání dítěte; odnětí svobody u rodičů; smrt rodičů; alkoholismus a jiné návykové látky u rodičů; nízká sociální úroveň rodiny; dlouhodobá nemoc rodičů a další.

## Rodinné skupiny
Organizační jednotkou jsou zde rodinné skupiny, které se skládají z minimálně 6 a maximálně 8 dětí. Je snaha zařazení sourozenců do jedné rodinné skupiny. V daném zařízení se může vyskytovat minimálně 2 a maximálně 6 rodinných skupin. Většinou se v jedné rodinné skupině střídají tři vychovatelé denní a jeden vychovatel noční.

## Práce vychovatele v dětském domově
Vychovatel je často pro dítě v dětském domově nejbližší osobou. Bývá oporou pro dítě v těžkých životních situacích a v mnohém mu nahrazuje rodiče. I když ústavní výchova nemůže plně nahradit přirozené rodinné zázemí, přesto se snaží přiblížit rodinnému prostředí. Vztah mezi dítětem a vychovatelem v dětském domově je nejdůležitější. Jeho úkolem je vytvářet pro dítě pocit bezpečí, jistoty a opory.
Mezi hlavní činnosti vychovatelů v dětském domově řadíme výchovu a vzdělávání, terapii, reedukaci a resocializaci většinou nějak sociálně znevýhodněných a často obtížněji vychovatelných dětí. Celkově se jedná o pomáhání dětem a mládeži umístěné v zařízení.

## Pracovníci v dětských domovech
Na provozu dětských domovů se podílejí pedagogičtí a nepedagogičtí pracovníci. Pedagogickými pracovníky jsou učitelé, pedagogové v zařízení pro další vzdělávání pedagogických pracovníků, vychovatelé, speciální pedagogové, psychologové, pedagogové volného času, asistenti pedagoga, trenéři a vedoucí pedagogičtí pracovníci. Pedagogický pracovník vykonává přímou výchovnou činnost. Nepedagogické pracovníky zde zastupuje sociální pracovník, účetní, kuchařka a v některých zařízeních i údržbář.
Zařízení dětského domova a jeho zaměstnanci zajišťují základní právo dítěte na výchovu a vzdělávání, vytváří podmínky podporující sebedůvěru dítěte, rozvíjí citovou stránku jeho osobnosti a umožňují aktivní účast dítěte ve společnosti. S dítětem musí být zacházeno v zájmu jeho plného a harmonického rozvoje a s ohledem na jeho potřeby podle věku.
Výchova je organizována tak, aby respektovala individualitu dětí a zohledňovala veškeré právní, pedagogické, psychologické, bezpečnostní a hygienické požadavky. Požadavky na výkon dítěte a na jeho chování by měly přihlížet k jeho aktuálním možnostem, věku a dosaženému stupni rozvoje.
Dětský domov se snaží spolupracovat s rodiči dítěte, podporují jejich snahu zlepšit výchovné podmínky pro dítě a umožnit návrat dítěte zpět do biologické rodiny.

## Limity dětského domova
Výchova dětí v dětském domově je z pedagogického a psychologického hlediska velmi obtížná a specifická. Největším problémem ústavní výchovy je to, že dítě nevychovává jen jeden konkrétní vychovatel, což má za důsledek nejednotný přístup vychovatelů v dětském domově. Vychovatelé mají jen částečnou zodpovědnost za vývoj a výchovu dítěte. I když se ústavní výchova snaží co nejvíce přiblížit rodinnému prostředí, není to zcela možné, protože dětský domov a jeho pedagogičtí pracovníci nemohou plně nahradit funkci stabilní rodiny.
Bylo zjištěno, že u osob vyrůstajících v ústavní péči se prokázala nižší životní úroveň, vyšší nezaměstnanost, převaha méně kvalifikovaných zaměstnání než ve skupině osob vyrůstajících ve svých původních rodinách.